# Alexander Mountbatten, 1. markis af Carisbrooke
Alexander Albert Mountbatten, 1. markis af Carisbrooke GCB GCVO GJStJ (født 23. november 1886 på Windsor Castle, Berkshire, England, død 23. februar 1960 på Kensington Palace, Kensington, Indre London, England) var en britisk født prins, der var kendt som Hans Højhed Prins Alexander Albert af Battenberg indtil 1917. 
Alexander af Battenberg var barnebarn af dronning Victoria af Storbritannien.

## Familie
Alexander af Battenberg var gift med Lady Irene Francis Adza Denison GBE GJ.St.J (1890 – 1956). Lady Irene var datter af William Francis Henry Denison, 2. jarl af Londesborough (1864 – 1917).
Markis Alexander og Lady Irene fik et barn:
- Lady Iris Victoria Beatrice Grace Mountbatten (1920 – 1982). Lady Iris Mountbatten var gift tre gange. Hun blev mor til Robin Alexander Bryan (født 1957).  Robin Bryan har tre børn.

## Forældre
Prins Alexander var søn af prins Henrik Moritz af Battenberg og prinsesse Beatrice af Storbritannien.

## Bedsteforældre
Prins Alexanders bedsteforældre var prins Alexander af Hessen-Darmstadt, den polsk fødte komtesse Julia Hauke, den britiske prinsgemal prins Albert af Sachsen-Coburg og Gotha og dronning Victoria af Storbritannien.

## Titler
Alexander af Battenberg skiftede titel flere gange:
- i Tyskland:
  - 23. november 1886 – 14. juli 1917: i Tyskland:  eine Durchlaucht (S.D.) Prinz Alexander von Battenberg

- i Storbritannien:
  - 23. november 1886 – 13. december 1886: His Serene Highness Prince Alexander of Battenberg
  - 13. december 1886 – 1910: Hans Højhed  Prins Alexander af Battenberg
  - 1910–1911: Hans Højhed Prins Alexander af Battenberg KCVO
  - 1911–1917: Hans Højhed Prins Alexander af Battenberg GCVO
  - 1917: Sir Alexander Mountbatten, GCVO
  - 1917–1927:  The Most Hon Markisen af Carisbrooke (The Marquess of Carisbrooke), GCVO
  - 1927–1960: The Most Hon Markisen af Carisbrooke, GCB, GCVO